# Fimo

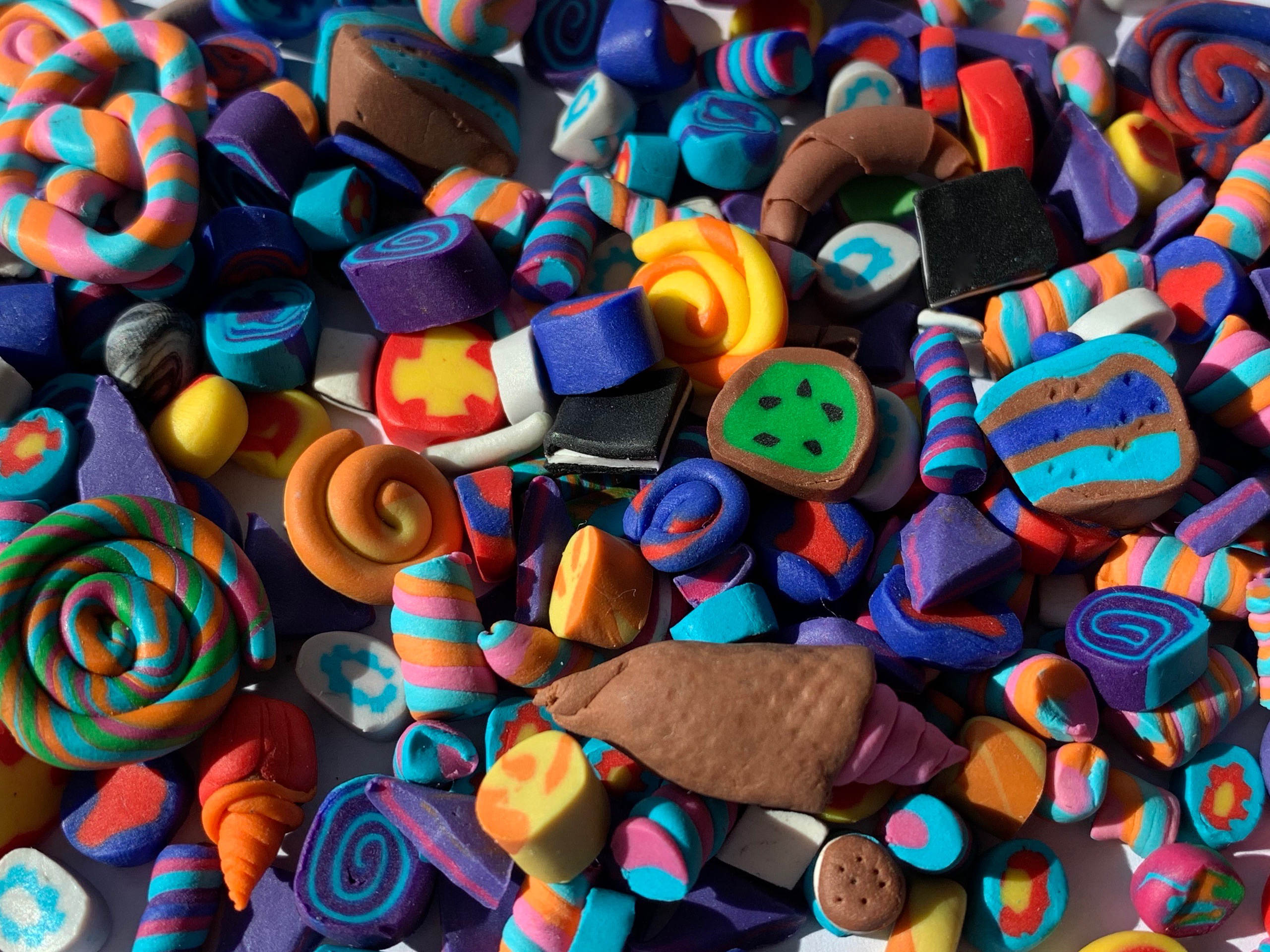
Fimolera

Fimo är ett varumärke för en polymerbaserad modellera. Den tillverkas av Staedtler, innehåller polyvinylklorid men sedan 2006 inga ftalater. Fimo säljs i hela världen.
Fimolera kan även användas för smyckestillverkning, skulpturer, figurer och miniatyrer. Leran härdas i vanlig hushållsugn på 110–130 grader.